# Escapade (1935)
Escapade is een romantische komedie uit 1935 onder regie van Robert Z. Leonard. De film is een remake van de Oostenrijkse film Maskerade (1934). Destijds werd de film in Nederland uitgebracht onder de titel De vrouw met het masker.

## Verhaal
De film speelt zich af in Wenen aan het begin van de twintigste eeuw. Anita Keller is de verloofde van orkestlid Paul Harrandt, die betrokken raakt bij een gevecht. Haar zus Gerta poseert ondertussen voor de Weense artiest Fritz Heideneck. Het portret wordt gepubliceerd in een krant met Anita's naam erbij. Dit resulteert in een groot schandaal met veel commotie. Men begint te vermoeden dat Fritz en Anita een affaire hebben. Dit gerucht blijkt de waarheid te zijn. Vrouwenverslindster Fritz heeft al gedurende een lange periode een verhouding met Anita, die heeft beloofd haar verloofde voor hem te verlaten.
Pauls broer Karl is een van de burgers die vermoedt dat Anita een affaire heeft en zet zijn broer onder druk achter de waarheid te komen. Om Karl tevreden te stellen, brengt Paul een bezoek aan Fritz, die hem verzekert dat de naakte dame op zijn recente portret niet Anita is. Paul gelooft hem, maar vraagt Fritz een valse naam te geven aan de vrouw op het schilderij, om aan Karls vermoedens een einde te maken. Ze besluiten samen voor de naam Leopoldine Major te kiezen. Leopoldine blijkt een echte vrouw te zijn die binnenkort gravin zal worden. Ze is gechoqueerd als ze haar eigen naam in verband met het schilderij in de kranten ziet staan.
Paul en Karl bezoeken beiden het bal waar ook Leopoldine aanwezig is. Paul probeert zijn verontschuldigingen aan te bieden en de situatie uit te leggen, maar heeft hier geen succes in. Karl merkt op dat haar lichaam niet overeenkomt met het lichaam uit het schilderij en begint opnieuw te vermoeden dat Anita de geportretteerde is. Anita is verontwaardigd als ze wordt geconfronteerd door Karl en eist dat Fritz het model opnieuw schildert. Haar voorwaarde hierbij is dat het model haar gezicht niet zal verbergen achter een masker.
Fritz is ondertussen verliefd geworden op Leopoldine en weigert langer mee te werken aan de ophef achter zijn schilderij. Op hetzelfde moment komt er een taxichauffeur in beeld, die Gerta naar het appartement van Fritz bracht toen zij door hem werd geschilderd. De chauffeur onthult dat Gerta het model is, maar krijgt een geldbedrag van Karl uitbetaald om dit niet aan journalisten te vertellen. Ondertussen is Anita op de hoogte gesteld van Fritz' relatie met Leopoldine en schiet hem uit jaloezie neer.
Leopoldine komt net te laat op de plaats van de misdaad en stort zich in de armen van haar zwaargewonde geliefde. Ze gaat onmiddellijk naar Karl, die werkzaam is als dokter. Karl wil in eerste instantie niets met Fritz te maken hebben, maar geneest hem uiteindelijk wel. Hierna neemt hij het pistool van Anita in beslag, het enige bewijsmiddel dat haar naar de gevangenis had kunnen sturen.

## Rolverdeling
| Acteur           | Personage        |
| ---------------- | ---------------- |
| William Powell   | Fritz Heideneck  |
| Luise Rainer     | Leopoldine Major |
| Frank Morgan     | Karl Harrandt    |
| Virginia Bruce   | Gerta Keller     |
| Reginald Owen    | Paul Harrandt    |
| Mady Christians  | Anita Keller     |
| Laura Hope Crews | Gravin           |
| Henry Travers    | Conciërge        |

## Achtergrond
Metro-Goldwyn-Mayer betaalde 100.000 dollar voor de filmrechten van Maskerade (1934) en noemde de nieuwe versie tijdens de opnamen Masquerade, You're All I Need en Gentlemen Never Tell, voordat Escapade de definitieve titel werd. Het was bedoeld als een vehikel voor Helen Hayes, maar zij werd in maart 1935 vervangen door Myrna Loy. Loy weigerde echter mee te werken, omdat ze voelde dat het niet de geschikte rol voor haar was. Uiteindelijk ging de rol naar de Oostenrijkse actrice Luise Rainer, die hiermee haar Amerikaanse filmdebuut maakte. De opnamen gingen op 3 april 1935 van start en werden in eind mei datzelfde jaar afgerond. William Powell was zeer onder de indruk van zijn tegenspeelster Rainer en vroeg de makers haar naam boven de titel te zetten op de affiches.
De film werd matig ontvangen door critici. Volgens het dagblad The New York Times was het verhaal te tragisch, maar gaf lof aan de acteurs. Het noemde Rainer een aantrekkelijke nieuwkomer, die van Powell veel kansen gekregen zou hebben om haar talent te bewijzen. Volgens de krant ging dit ten koste van de acteerprestaties van Powell zelf.